# آلیشا کوریگن
آلیشا کوریگن (انگلیسی: Alysha Corrigan؛ زادهٔ ۲۵ ژانویهٔ ۱۹۹۷) بازیکن زن راگبی ۷ نفره اهل کانادا است.
وی در مسابقات کشوری و بین‌المللی در مجموع برندهٔ ۲ مدال نقره شده است.